# Heteronarce mollis
Heteronarce mollis  (лат.) — вид скатов рода Heteronarce семейства нарковых отряда электрических скатов. Это хрящевые рыбы, ведущие донный образ жизни, с крупными, уплощёнными грудными и брюшными плавниками в форме диска, выраженным хвостом и двумя спинными плавниками. Они способны генерировать электрический ток. Обитают в тропических водах западной части Индийского океана на глубине до 346 м. Максимальная зарегистрированная длина 22,5 см . 

## Таксономия
Впервые вид был научно описан в 1907 году. Видовое название происходит от слова лат. molli — «мягкий».

## Ареал
Heteronarce mollis обитают в западной части Индийского океана от Аденского залива до Аравийского моря в водах Индии (Керала), Сомали и Йемена. Эти скаты встречаются на континентальном шельфе на глубине от 73 до 346 м.

## Описание
Грудные плавники образуют диск. Имеются два спинных плавника и хвост, оканчивающийся хвостовым плавником. Мягкая кожа лишена чешуи. Рыло удлинённое и широко закруглённое. Ноздри расположены непосредственно перед ртом. Они окружены длинными кожными складками, которые соединяются, образуя центральный лоскут, частично покрывающий рот.
Позади глаз имеются брызгальца. У основания грудных плавников перед глазами сквозь кожу проглядывают электрические парные органы в форме почек, которые тянутся вдоль тела до конца диска. Максимальная зарегистрированная длина 22,5 см.

## Биология
Heteronarce mollis являются донными морскими рыбами. Самцы достигают половой зрелости при длине 16,5—19,9 см.

## Взаимодействие с человеком
Эти скаты не представляют интереса для коммерческого рыболовства. Иногда они попадаются в качестве прилова при коммерческом промысле с помощью ярусов и тралов, который в ареале данного вида ведётся довольно интенсивно. Данных для оценки Международным союзом охраны природы статуса сохранности вида недостаточно.